# Tus cartas
Tus cartas – wiersz autorstwa Enrique Fernándeza Lumby. 
Jest niewielką kompozycją, przepełnioną smutkiem wypływającym z utraconej miłości. 
Przez krytykę uznawany za kluczowy utwór w twórczości Lumby. Interpretowany jest nade wszystko jako zawoalowany lament nad powolną śmiercią języka hiszpańskiego na Filipinach, śmierć spowodowaną przez uczynienie z angielskiego języka edukacji na archipelagu. Gorzki w swym tonie wspomina także o ulegającym szybkiemu zapomnieniu związkach Filipin z Hiszpanią. Z języka hiszpańskiego czyni natomiast strażnika i opiekuna połączonych z tym smutnych wspomnień. Bywa cytowany jako utwór charakterystyczny dla odczuć całej literackiej generacji. W swojej nostalgii i melancholii uwidacznia jej egzystencjalny niepokój, wynikający z utraty hiszpańskiego dziedzictwa.